# Julian Paynter
Julian Paynter, född 15 juli 1970, är en friidrottare från Australien. Han deltog vid olympiska sommarspelen 1996.